# Puchar Zdobywców Pucharów (1962/1963)
III Puchar Europy Zdobywców Pucharów 1962/1963

(ang. European Cup Winners’ Cup)

## 1/16 finału
| Rangers F.C. – Sevilla FC 4:0 i 0:2 1 05.09 1962 1:0 Mular 14, 2:0 Mular 17, 3:0 Mular 63, 4:0 Brand 64 2 26.09 1962 0:1 Dieguez 16, 0:2 Mateos 48 |
| Lausanne Sports – Sparta Rotterdam 3:0 i 2:4 1 19.09 1962 1:0 Vonlanthen 12, 2:0 Frigerio 55, 3:0 Hosp 60 2 03.10 1962 0:1 Wilson 42, 0:2 Wilson 51, 1:2 Dürr 78k, 2:2 Hertig 83, 2:3 Wilson 87, 2:4 van Miert 87                                                       |
| Bangor City – AC Napoli 2:0 i 1:3, dod. 1:2 1 05.09 1962 1:0 Matthews 43, 2:0 Birch 52k 2 26.09 1962 0:1 Mariani 29, 0:2 Tacchi 54, 1:2 McAlister 71, 1:3 Fanello 84 3 10.10 1962 0:1 Rosa 37, 1:1 McAllister 70, 1:2 Rosa 85 (mecz w Londynie na Highbury)             |
| Újpest FC – Zagłębie Sosnowiec 5:0 i 0:0 1 12.09 1962 1:0 Bene 3, 2:0 Göröcs 41, 3:0 Göröcs 64, 4:0 Solymosi 66, 5:0 Sovari 87 2 26.09 1962 |
| OFK Beograd – Chemie Halle 2:0 i 3:3 1 05.09 1962 1:0 Milošev 27, 2:0 Antić 55 2 19.09 1962 1:0 Antić 5, 1:1 Busch 15, 2:1 K.Hoffmann 17s, 2:2 Stein 28, 3:2 Skoblar 35, 3:3 Busch 87                                                                                   |
| AS Saint-Étienne – Vitória Setúbal 1:1 i 3:0 1 20.09 1962 0:1 Mateus 57, 1:1 Mitoraj 72 2 23.09 1962 1:0 Faivre 44, 2:0 Faivre 35, 3:0 Baulu 72 |
| Alliance Dudelange – Boldklubben 1909 1:1 i 1:8 1 05.09 1962 1:0 H. Zambón 35, 1:1 Pedersen 50 (mecz w Esch-sur-Alzette) 2 18.09 1962 H. Zambon – J. Danielsen (2), A.Hansen (2), Madsen, Christensen, E.Nielsen, Berg                                                  |
| Steaua Bukareszt – Botew Płowdiw 3:2 i 1:5 1 13.09 1962 0:1 Asparuchow 33, 1:1 Voinea 42, 1:2 Asparuchow 48, 2:2 Constantin 67, 3:2 Crisan 86 2 19.09 1962 0:1 Apostołow 7, 0:2 Asparuchow 14, 0:3 Asparuchow 30, 0:4 Asparuchow 44, 1:4 Tataru 50, 1:5 Dermendżijev 66 |
| Hibernians FC – Olympiakos SFP walkower Olympiakos wycofał się |
| Wolny los: Tottenham Hotspur, Slovan Bratysława, Portadown F.C., 1. FC Nürnberg, Grazer AK, Shamrock Rovers, Atlético Madryt |

## 1/8 finału
| Tottenham Hotspur – Rangers F.C. 5:2 i 3:2 1 31.10 1962 1:0 White 4, 1:1 Brand 9, 2:1 Greaves 23, 3:1 Allen 37, 4:1 Shearer 43s, 4:2 Millar 44, 5:2 Norman 78 2 11.12 1962 1:0 Greaves 8, 1:1 Brand 47, 2:1 R.Smith 50, 2:2 Wilson 74, 3:2 R.Smith 89    |
| Lausanne Sports – Slovan Bratysława 1:1 i 0:1 1 14.11 1962 1:0 Vonlanthen 35, 1:1 Moravčik 53 2 28.11 1962 0:1 Moravčik 87 |
| Újpest FC – AC Napoli 1:1 i 1:1, dod. 1:3 1 14.11 1962 1:0 Bene 1, 1:1 Fraschini 60 2 28.11 1962 0:1 Tomeazzi 33, 1:1 Solymosi 36 3 04.12 1962 0:1 Fanello 8, 0:2 Ronzon 10, 0:3 Tacchi 34, 1:3 Kuharszki 52 (mecz w Lozannie)                           |
| OFK Beograd – Portadown F.C. 5:1 i 2:3 1 07.11 1962 1:0 Banović 3, 2:0 Skoblar 22, 3:0 Gugleta 50, 4:0 Čebinac 56, 4:1 Clements 58, 5:1 Skoblar 78 2 21.11 1962 0:1 Burke 17, 0:2 Jones 32, 1:2 Popov 60, 2:2 Skoblar 65, 2:3 Cush 88 (mecz w Belfaście) |
| AS Saint-Étienne – 1. FC Nürnberg 0:0 i 0:3 1 18.10 1962 2 14.11 1962 0:1 Strehl 27, 0:2 Wild 75, 0:3 Hasender 83 |
| Grazer AK – Boldklubben 1909 1:1 i 3:5 1 30.10 1962 0:1 A.Hansen 38, 1:1 Jank 89 2 14.11 1962 0:1 Petersen 5, 1:1 Koleschnig 20, 2:1 W.Loske 21, 2:2 Petersen 32, 2:3 Berg 40, 3:3 Stessl 43, 3:4 Petersen 66, 3:5 Petersen 76                           |
| Shamrock Rovers – Botew Płowdiw 0:4 i 0:1 1 24.10 1962 0:1 Asparuchow 2, 0:2 Peszew 47, 0:3 Popow 70, 0:4 Popow 78 2 14.11 1962 0:1 Peszew 5 |
| Atlético Madryt – Hibernians FC 4:0 i 1:0 1 24.10 1962 1:0 Mendonça 12, 2:0 Medina 21, 3:0 Collar 60, 4:0 Ramiro 83 2 07.11 1962 1:0 Jones 24 (mecz w Gzirze)                                                                                            |

## 1/4 finału
| Slovan Bratysława – Tottenham Hotspur 2:0 i 0:6 1 05.03 1963 1:0 Cvetler 30, 2:0 Moravčik 54 2 14.03 1963 0:1 MacKay 31, 0:2 Greaves 44, 0:3 R.Smith 45, 0:4 Greaves 65, 0:5 Jones 75, 0:6 White 85                                                               |
| OFK Beograd – AC Napoli 2:0 i 1:3, dod. 3:1 1 06.02 1963 1:0 Samardžić 78, 2:0 Popov 88 2 20.03 1963 0:1 Cané 12, 1:1 Samardžić 42, 1:2 Fanello 58, 1:3 Mariani 67 3 03.04 1963 1:0 Samardžić 19, 1:1 Cané 23, 2:1 Samardžić 83, 3:1 Banović 51 (mecz w Marsylii) |
| Boldklubben 1909 – 1. FC Nürnberg 0:1 i 0:6 1 21.03 1963 0:1 Flachenecker 60 (mecz w Augsburgu) 2 24.03 1963 0:1 Morlock 34, 0:2 Morlock 36, 0:3 Morlock 38, 0:4 Wild?, 0:5 Engler?, 0;6 Haseneder?                                                               |
| Botew Płowdiw – Atlético Madryt 1:1 i 0:4 1 27.02 1963 1:0 Peszew 16, 1:1 Ramiro 74 2 13.03 1963 0:1 Adelardo 10, 0:2 Chuzo 25, 0:3 Collar 65, 0:4 Chuzo 85 |

## 1/2 finału
| OFK Beograd – Tottenham Hotspur 1:2 i 1:3 1 24.04 1963 0:1 White 27, 1:1 Popov 36k, 1:2 Dyson 72 2 01.05 1963 0:1 MacKay 23, 1:1 Skoblar 28, 1:2 Jones 43, 1:3 R.Smith 49 |
| 1. FC Nürnberg – Atlético Madryt 2:1 i 0:2 1 10.04 1963 0:1 Jones 24, 1:1 Wild 41, 2:1 Wild 70 2 24.04 1963 0:1 Chuzo 45, 0:2 Mendonça 54                                 |

## Finał
| 15 maja 1963 Rotterdam De Kuip (49 143) Tottenham Hotspur – Atlético Madryt 5:1 (2:0) Sędzia: Andries van Leeuwen (Holandia) Bramki: 1:0 Jimmy Greaves 16, 2:0 John White 35, 2:1 Enrique Collar 47k, 3:1 Terry Dyson 67, 4:1 Jimmy Greaves 80, 5:1 Terry Dyson 85 Tottenham Hotspur Football Club (trener Bill Nicholson): Bill Brown – Peter Baker, Maurice Norman, Ron Hendry, Danny Blanchflower (kapitan), Tony Marchi, Cliff Jones, John White, John Smith, Jimmy Greaves, Terry Dyson Club Atlético de Madrid (trener Sabino Barinaga): Edgardo Madinabeytia – Feliciano Rivilla, Bernardo Griffa, José Antonio Rodriguez, Ramiro Rodrigues, Jesús Glaría, Miguel Jones, Adelardo Rodríguez, Antonio Chuzo, José Mendonça, Enrique Collar (kapitan) |